# Rick Mahorn

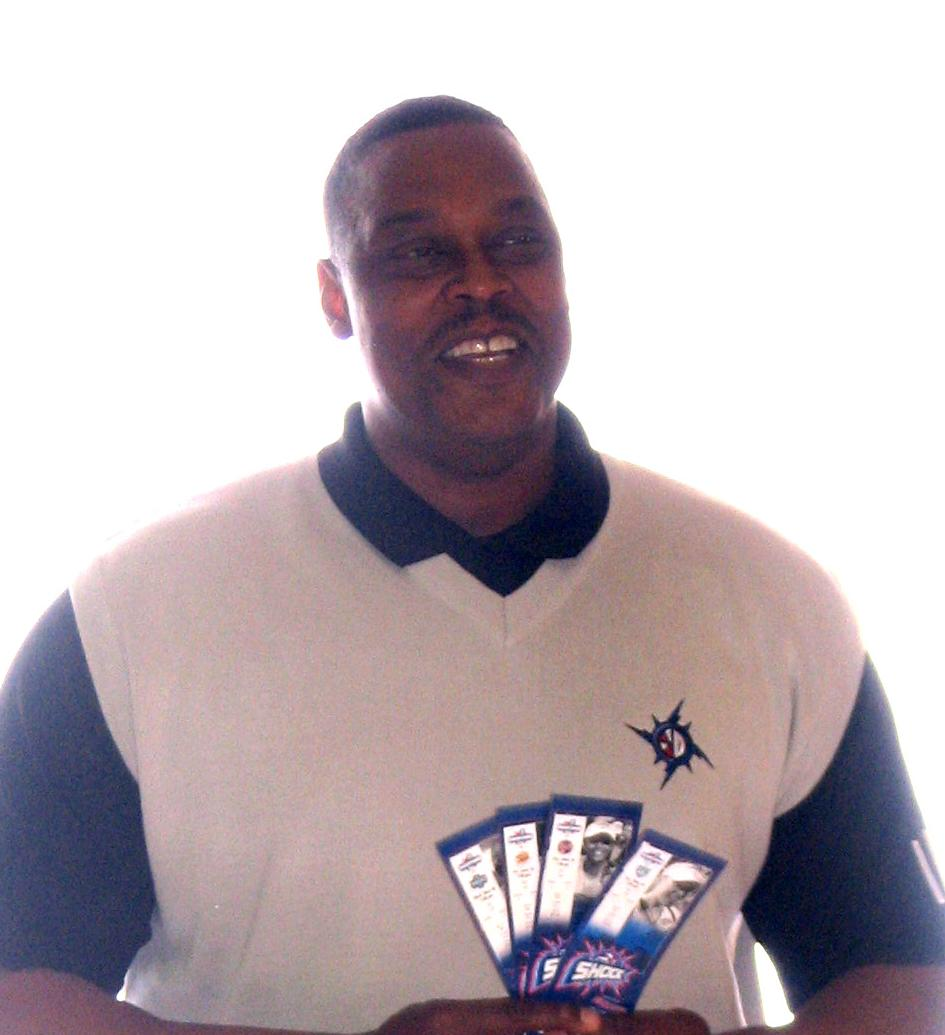
Rick Mahorn, 2007

Derrick „Rick“ Allen Mahorn (* 21. September 1958 in Hartford (Connecticut)) ist ein ehemaliger in der NBA aktiver Basketballspieler. Zuletzt war er als Trainer bei den Detroit Shock tätig.

## Spielerkarriere
Rick Mahorn wurde 1980 an 35. Stelle von den Washington Bullets gedraftet. 1985 wechselte er zu den Detroit Pistons, die aufgrund ihrer rauen Spielweise als „Bad Boys“ tituliert wurden. Eines von Mahorns Markenzeichen war das zusätzliche Foulen eines Gegners, der kurz zuvor von einem Teamkameraden gefoult wurde. Mit den „Bad Boys“ gewann der Power Forward 1989 die NBA-Meisterschaft.
Nach dem Erfolg wurde Rick im Expansion Draft von den Minnesota Timberwolves ausgewählt, wechselte jedoch noch vor Saisonbeginn zu den Philadelphia 76ers. Nachdem er bei den New Jersey Nets gespielt hatte, kehrte er 1996 zu den Pistons zurück. Nachdem er zwei Jahre später wiederum für Philadelphia aufgelaufen war, beendete er 1999 seine Karriere.

## Trainerkarriere
Mahorn trainierte in der Saison 1999/2000 die in der CBA spielenden Rockford Lightning. Mit einer Bilanz von 15 zu 7 führte Mahorn seine Mannschaft zum Titel der American Conference. In der Saison 2000/01 war er als Assistenztrainer bei den Atlanta Hawks angestellt. Zwischen 2005 und 2009 war er Assistenztrainer bei den Detroit Shock, die 2006 und 2008 die Meisterschaft gewannen. Im Juni 2009 übernahm er das Traineramt bei den Detroit Shock, die er bis zum Umzug der Franchise nach Tulsa trainierte.
In der Saison 2008 kam es zum Handgemenge zwischen den Detroit Shock und den Los Angeles Sparks. Beim Versuch zu schlichten, brachte Mahorn die Sparks-Spielerin Lisa  Leslie zu Fall. Anschließend wurde er für zwei Spiele suspendiert.